# Ducula spilorrhoa
La dúcula australiana (Ducula spilorrhoa) es una especie de ave columbiforme de la familia Columbidae.
Se encuentra en bosques, sabanas, manglares y matorrales en Australia (al noreste de Australia Occidental, y al norte del Territorio del Norte y Queensland, incluyendo las islas del estrecho de Torres), Nueva Guinea, las islas Aru, las islas en la bahía Cenderawasih, las islas d’Entrecasteaux y el archipiélago de las Luisiadas. También se ha informado como un vagabundo en Nueva Gales del Sur. Por lo que se sabe, la mayoría de las poblaciones son residentes o solo participan en migraciones locales de menor importancia, pero la población de Queensland se dirige a Nueva Guinea en febrero o abril y vuelve en julio o agosto.

## Descripción

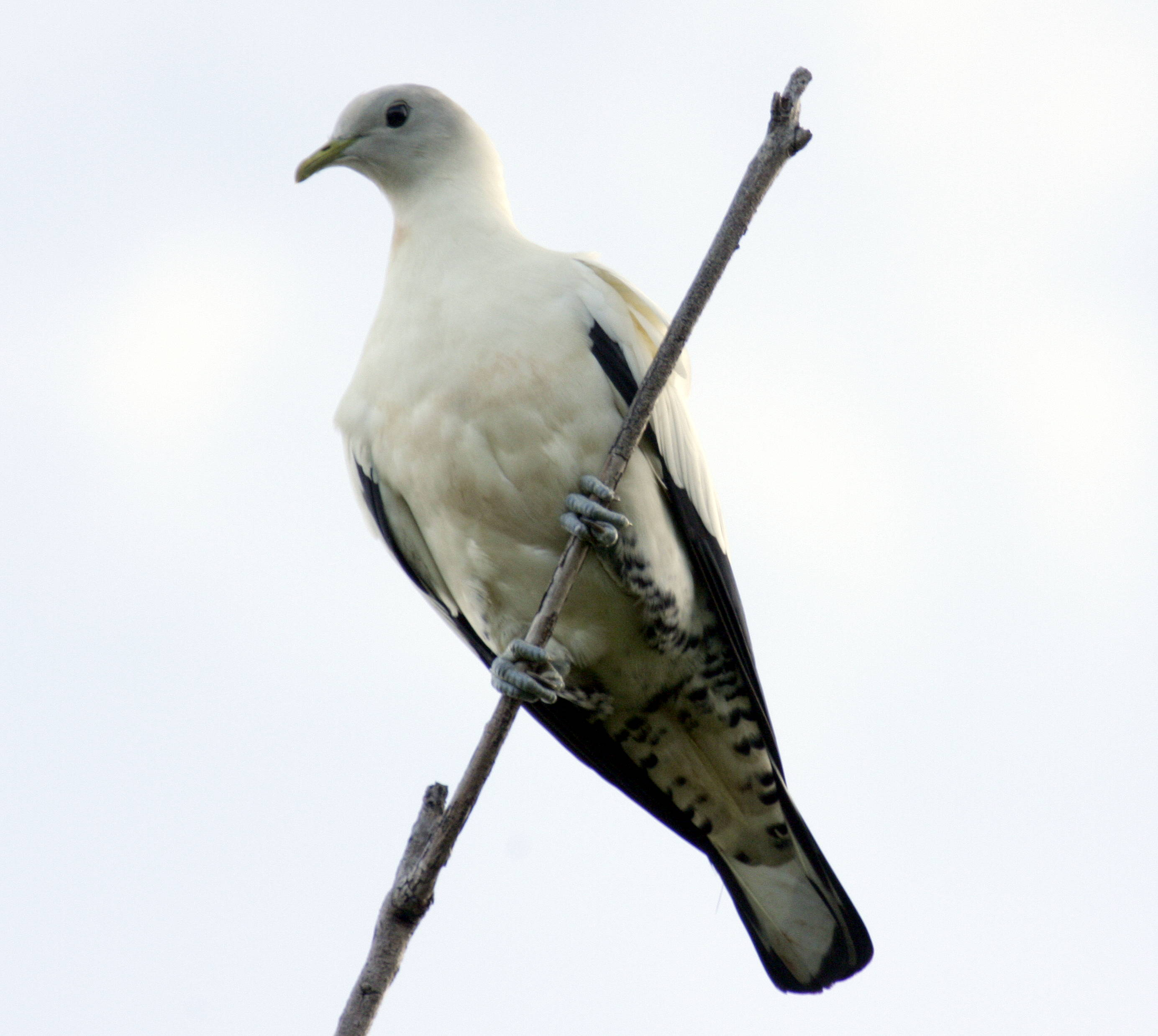
Una dúcula australiana en la esplanada de Cairns, norte de Queensland.

La especie llega a medir 38 a 44 centímetros (15 a 17.5 pulgadas) de longitud, y unos 45 cm (18 pulgadas) de envergadura. El plumaje es totalmente blanco crema o pálido, aparte de las plumas negras del vuelo (remeras), parte de la cola (rectrices) y manchas en las coberteras bajo la cola. La cabeza puede ser de color marrón, sucia por el consumo de fruta.

## Comportamiento
El vuelo es rápido y directo, con los aleteos regulares y un fuerte chasquido ocasional de las alas que son característicos de las palomas en general.

### Reproducción
La exhibición del macho consiste en un vuelo abrupto, hace una pausa y se inclina hacia adelante y luego se desliza hacia abajo. La hembra construye un nido de ramas desordenado en un árbol, por lo general una palma de coco y pone un huevo blancuzco, que eclosiona dentro de 26 a 28 días. El pichón comienza a intentar volar después de tres semanas más. En Australia se reproducen entre agosto y enero en los manglares, enredaderas, hojas de palmera en las islas costa afuera, como las islas Brook. En el noreste de Queensland, migran diariamente en bandadas de las islas a las selvas tropicales del continente para comer fruta y vuelven a las islas al oscurecer.

### Alimentación
Se trata de una paloma arborícola, ya que se alimenta casi exclusivamente de fruta. Puede tragar las frutas con semillas muy grandes, siendo esta último regurgitada o excretada completamente, dependiendo del tamaño, cuando la pulpa se ha eliminado.

### Llamados
Los llamados constan de profundos «mrrrooooo», «roo-ca-hoo» y «up-ooooo».

## Taxonomía

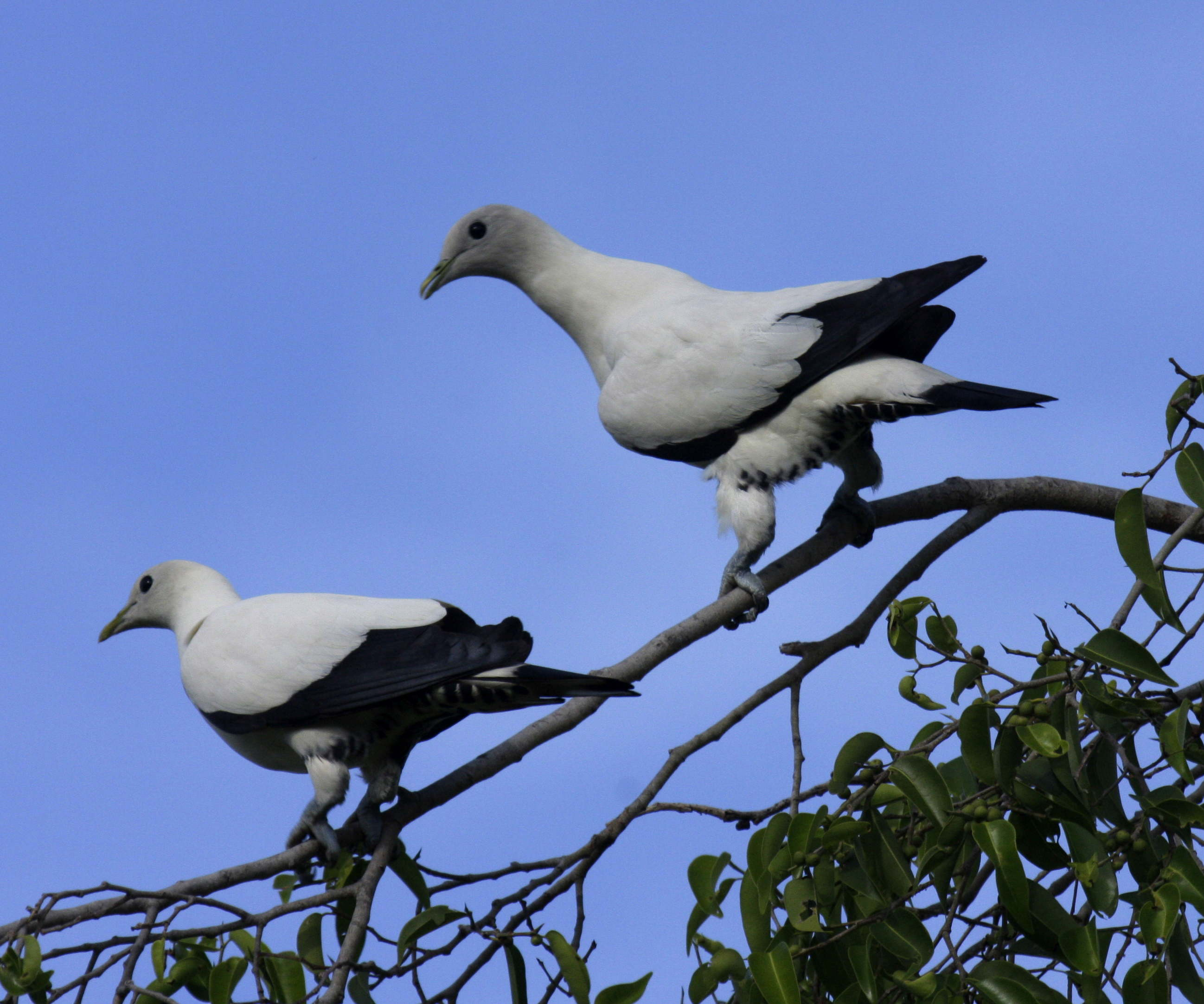
Dos especímenes encaramados en un árbol, en Queensland.

Su descripción taxonómica es confusa y no se ha resuelto del todo. En ocasiones se ha considerado una subespecie de la dúcula imperial (Ducula bicolor). En el momento en que fue reconocido como especie independiente, el número de subespecies de la dúcula australiana también continuó sin esclarecerse. Muchos autores reconocen dos: la generalizada D. s. spilorrhoa (nominal) y D. s. constans en Kimberley. Sin embargo, este último es considerado ocasionalmente como un sinónimo más moderno del primero. Por otra parte, se ha argumentado que D. constans Bruce, 1989 sea considerado una especie separada. Dos taxones adicionales, subflavescens del archipiélago Bismarck y melanura de las Molucas, se han asociado con la dúcula australiana. El primero tiene un plumaje con tonos amarillos característicos y la mitad basal del pico de color azul, y se trata cada vez más como una especie independiente, la dúcula amarilla (D. subflavescens). La mayoría de las autoridades recientemente han colocado a melanura como subespecie de la dúcula imperial, pero tiene manchas de negro en las coberteras bajo la cola y un pico amarillo verdoso similar a la dúcula australiana. Sin embargo, melanura también tiene la cola con una punta negra significativamente más grande que la paloma australiana.

## Estado de conservación
Anteriormente estuvieron presentes en grandes colonias en Cairns (Australia). En 1908, Edmund Banfield escribió que en la isla Dunk «100 000 completos se iban y regresaban tarde y mañana», con bandadas de vuelo tan anchas como dos millas. Fue descrito por Harold Frith en 1982, quien declaró estas procesiones como «una de las grandes experiencias de la ornitología del trópico». No obstante, las aves fueron objeto de masacre masiva en el siglo xix y principios del xx, ya que eran considerados como plagas o un blanco fácil para el tiro recreativo. Varias poblaciones disminuyeron rápidamente antes que activistas de conservación, tales como Margaret y Arthur Thorsborne, encabezaran una campaña para protegerlos y supervisar su número.
La población está aumentando lentamente debido a su estatus de protección en Australia, donde ahora hay un estimado de 30 000. La especie se mantiene bastante local en algunas partes de su área de distribución, y por lo tanto se considera que es de menor preocupación por BirdLife International y la UICN.